# 星の王
カンタータ『星の王』（ほしのおう、ロシア語: Звездоликий、フランス語: Le Roi des étoiles）は、イーゴリ・ストラヴィンスキーの合唱曲である。ロシア語の原題は『星の顔をした人』を意味し、コンスタンチン・バリモントの同名の詩に基づく。1911年から1912年にかけて作曲された。
巨大編成のオーケストラと6声の男声合唱のために作曲された、わずか54小節ほどの小品ではあるが、演奏上の困難からなかなか上演の機会に恵まれない（ただし、リッカルド・シャイーやピエール・ブーレーズの指揮によって優れた演奏が録音されてはいる）。本作を献呈されたクロード・ドビュッシーは、1913年にストラヴィンスキー宛の私信において、この作品を絶賛して「類を見ない」と評したものの、曲の複雑さと短さゆえに、支持者を見出しうるかどうか早くも懸念を抱いていた。事実、公開初演を迎えたのは、ようやく1939年になってからである。

## 成立の経緯
ストラヴィンスキーは、《ペトルーシュカ》の成功によって名を揚げ、《春の祭典》の作曲に取り掛かっていた頃に、ドビュッシーの進歩的な和声法に限りなく近付いたこの小品を作曲した。ドビュッシーはこの作品を聞いたことはなかったが、曲全体をストラヴィンスキーから譜面で受け取っていた。ドビュッシーはこの主題について、次のような返礼を書き送っている。
音楽語法や象徴主義的なテクストの選定からも明らかなように、ドビュッシーだけでなく、アレクサンドル・スクリャービンからの影響も濃厚な作品である。一方ストラヴィンスキーは、イエス・キリストの暗喩とされる『星の顔をした人』を、その意味内容のためでなく、言葉の響きゆえに選んだのだと語っている。
初演は1939年4月19日にブリュッセルにおいて、フランツ・アンドレ指揮ブリュッセル放送管弦楽団によって行われた。

## 楽曲
オーケストラの使用は最低限に抑えられているが、ストラヴィンスキーの筆致では非常に珍しいトレモロやスル・ポンティチェロ、8音の音塊などの響きの効果によって、オーケストラの存在感が強調されている。一方で合唱は、半ばレチタティーヴォ風で半ば朗詠風の、シラビックな様式が特徴的である。レント・アッサイ、演奏時間は約5分。

### 楽器編成
合唱の伴奏として、非常に大規模な編成のオーケストラが効果的に利用されている。
- 男声合唱、ピッコロ1、フルート3（第3フルートはピッコロと持ち替え）、オーボエ4（第4オーボエはコーラングレーと持ち替え）、ソプラノクラリネット1、クラリネット3、ファゴット3、コントラファゴット1、ホルン8、トランペット3、トロンボーン3、チューバ1、打楽器群（ティンパニー、バスドラム、タムタムなど）、ハープ2、チェレスタ1、弦楽五部。

## 参考書籍
- André Boucourechliev, Igor Stravinsky, Fayard, coll. « Les indispensables de la musique », France, 1982 (ISBN 2-213-02416-2).

## 註
1. ↑  Boucourechliev, p. 70.